# Pilularia
Genre
Pilularia est un genre de fougères de la famille des Marsileaceae.

## Liste d'espèces
Selon NCBI (11 janvier 2018) :
- Pilularia americana
- Pilularia globulifera
- Pilularia minuta
- Pilularia novae-hollandiae
- Pilularia novae-zelandiae